# Tabanus arbucklei
Tabanus arbucklei är en tvåvingeart som beskrevs av Austen 1912. Tabanus arbucklei ingår i släktet Tabanus och familjen bromsar. Inga underarter finns listade i Catalogue of Life.